# Mine de Pinares
La mine de Pinares est une mine à ciel ouvert de nickel et de cobalt à Cuba.